# Манастир Трескавац (Рибник)
Светоархангелски манастир Трескавац, односно манастир Светог Архангела Михаила у Трескавцу, манастир је Српске православне цркве у Епархији бихаћко-петровачкој. Посвећен је Светом Архангелу Михаилу. Налази се у Трескавцу код Горњег Рибника на подручју општине Рибник у Републици Српској.

## Прошлост
Манастир се помиње у чланку „Опис села Растоке“ у двоброју 11 и 12 а на страни 192 у Источнику митрополије дабробосанске из 1888. године. Источник се чува у Патријаршијској библиотеци у Београду. Обнова манастира је почела 2007. године на иницијативу епископа Хризостома Јевића.